# Nghĩa Tân, Cầu Giấy
Nghĩa Tân là một phường cũ thuộc quận Cầu Giấy, thành phố Hà Nội, Việt Nam.

## Địa lý
Phường Nghĩa Tân nằm ở phía bắc quận Cầu Giấy, có vị trí địa lý:
- Phía đông giáp phường Nghĩa Đô
- Phía tây giáp phường Dịch Vọng Hậu và quận Bắc Từ Liêm
- Phía nam giáp phường Dịch Vọng
- Phía bắc giáp quận Bắc Từ Liêm.

Phường Nghĩa Đô có diện tích 0,68&nhập;km², dân số năm 2020 là 22.207 người, mật độ dân số đạt 32.657 người/km².

## Lịch sử
Tiền thân của phường là thị trấn Nghĩa Tân thuộc huyện Từ Liêm cũ, được thành lập vào ngày 17 tháng 4 năm 1992 trên cơ sở tách một phần diện tích và dân số của thị trấn Nghĩa Đô.
Ngày 22 tháng 11 năm 1996, Chính phủ ban hành Nghị định số 74-CP về việc:
- Chuyển thị trấn Nghĩa Tân về quận Cầu Giấy mới thành lập.
- Thành lập phường Nghĩa Tân thuộc quận Cầu Giấy trên cơ sở toàn bộ 57,37 ha diện tích tự nhiên và 14.519 người của thị trấn Nghĩa Tân.

Ngày 27 tháng 4 năm 2021, Ủy ban Thường vụ Quốc hội ban hành Nghị quyết số 1263/NQ-UBTVQH14 (nghị quyết có hiệu lực từ ngày 1 tháng 7 năm 2021) về việc điều chỉnh 10,32 ha diện tích tự nhiên khu vực 8 tổ dân phố Bắc Nghĩa Tân do phường Nghĩa Tân quản lý hành chính (bao gồm các tổ dân phố số 25, 26, 27, 28, 29, 30, 31, 32) đang thuộc địa giới hành chính của phường Cổ Nhuế 1, quận Bắc Từ Liêm vào phường Nghĩa Tân.
Sau khi điều chỉnh địa giới hành chính, phường Nghĩa Tân có diện tích 0,68 km², dân số là 22.207 người.